# Aerei della Aeronautica giapponese nella seconda guerra mondiale
Aerei impiegati dall'Aviazione Imperiale Giapponese durante la Seconda guerra mondiale.

## Caccia
- Kawanishi N1K1J "Shiden"
- Kawanishi N1K2J "Shiden Kai"
- Kawasaki Ki-45 "Toryu"
- Kawasaki Ki-60
- Kawasaki Ki-61 "Hien"
- Kawasaki Ki-64
- Kawasaki Ki-78
- Kawasaki Ki-96
- Kawasaki Ki-100
- Kawasaki Ki-102
- Kyushu J7W "Shinden"
- Mitsubishi A5M
- Mitsubishi A6M "Reisen"
- Mitsubishi A7M "Reppu"
- Mitsubishi J2M "Raiden"
- Mitsubishi J8M "Shusui"
- Mitsubishi Ki-83
- Mitsubishi Ki-109
- Nakajima Ki-27 "Nate"
- Nakajima Ki-43 "Hayabusa"
- Nakajima Ki-44 "Shoki"
- Nakajima Ki-84 "Hayate"
- Nakajima J9Y "Kikka"
- Rikugun Ki-93
- Tachikawa Ki-36 "Ida"

## Bombardieri
- Aichi B7A "Ryusei"
- Aichi D1A
- Aichi D3A "Val"
- Kawanishi N1K1 "Shiden"
- Kawasaki Ki-32
- Kawasaki Ki-48
- Nakajima B5N "Kate"
- Nakajima B6N "Tenzan"
- Nakajima B6N2
- Nakajima G5N "Shinzan"
- Nakajima G8N "Renzan"
- Nakajima Ki-49 "Donryu"
- Mitsubishi G3M2
- Mitsubishi G4M "Hamaki"
- Mitsubishi Ki-21 "Sake"
- Mitsubishi Ki-30
- Mitsubishi Ki-51
- Mitsubishi Ki-67 "Hiryu"
- Yokosuka D4Y "Suisei"
- Yokosuka MXY-7 "Ohka"
- Yokosuka P1Y "Ginga"

## Da ricognizione
- Aichi E10A
- Kokusai Ki-76
- Kyūshū Q1W "Tokai"
- Mitsubishi Ki-15
- Mitsubishi Ki-46 "Dinah"
- Nakajima C6N "Saiun"
- Nakajima J1N "Gekko"

## Da addestramento
- Aichi H9A
- Kokusai Ki86 A
- Kyūshū K11W "Shiragiku"
- Mitsubishi K3M
- Tachikawa Ki-55
- Yokosuka K5Y

## Da trasporto
- Kawasaki Ki-56
- Mitsubishi Ki-57 "Topsy"
- Nakajima Ki-34
- Showa L2D
- Tachikawa Ki-54

## Idrovolanti
- Aichi E13A
- Aichi E13J
- Aichi E16A "Zuiun"
- Aichi M6A "Seiran"
- Kawanishi E11K
- Kawanishi E15K "Shiun"
- Kawanishi H6K
- Kawanishi H8K
- Kawanishi N1K1 "Kyofu"
- Mitsubishi F1M
- Nakajima A6M2-N
- Nakajima E8N
- Yokosuka E14Y1

## Aerei acquisiti all'estero
Germania
- Bücker Bü 131 "Jungmann"
- Focke-Wulf Fw 190 (a scopo di valutazione)
- Heinkel He 100
- Heinkel He 112
- Junkers G 38
- Junkers Ju 87 (a scopo di valutazione)
- Messerschmitt Bf 108 (a scopo di valutazione)
- Messerschmitt Bf 109 (2 esemplari a scopo di valutazione per produzione su licenza)
- Messerschmitt Me 210 (1 esemplare a scopo di valutazione)

 Italia
- Fiat B.R.20 "Cicogna"

 Stati Uniti
- Seversky A8V-1 (20 esemplari biposto prima della guerra sino-giapponese)

## Aerei di Preda Bellica
Stati Uniti
- Boeing B-17 Flying Fortress
- Brewster F2A Buffalo
- Curtiss P-40
- Curtiss-Wright CW-21
- Douglas A-20 Havoc
- Douglas DC-5
- Grumman F6F Hellcat
- Martin B-10
- North American B-25 Mitchell
- North American P-51 Mustang

 Unione Sovietica
- Lavochkin LaGG-3

## Progetti cancellati
- Kayaba Katsuodori